# Uroxys corporaali
Uroxys corporaali är en skalbaggsart som beskrevs av Vladimir Balthasar 1940. Uroxys corporaali ingår i släktet Uroxys och familjen bladhorningar. Inga underarter finns listade i Catalogue of Life.